# Корем (насекоми)
Корем (abdomen, urosoma или Коремче) е третият най-заден и най-просто устроен дял на тялото на насекомите, разположен след гърдите.

## Особености
Обикновено коремчето на насекомите е образувано от 10 или 11 сегмента. В редки случаи, както е при насекомите от разред Diptera, броят им е редуциран до 5 – 6 броя. На последния сегмент е разположен анусът – последният отдел от храносмилателната система. При възрастните насекоми липсват ходилни крайници. Първите седем сегмента се наричат висцерални. В тях се намират вътрешните органи. Следващите два са генитални. Върху тях са разположени половите придатъци. Последните три сегмента са постгенитални и често са със силно изразена тенденция към редукция.

## Устройство
Членчетата на коремчето имат сходно устройство с гърдите. Състоят се от хитинизирана гръбна пластинка – тергит, и коремна – стернит. Съединени са от две гъвкави странични мембрани – плеври. На тях са разположени дихателните отвори – стигми. Сегментите са ясно хомономни. Формата на коремчето обаче показва съществени различия при различните групи насекоми. При много ципокрили например първото членче е силно подвижно, което е необходимо за ползване на жилото или яйцеполагалото. При насекомите, при които първата двойка крила са твърди, коремните сегменти не са еднакво склеротизирани. Тергитите им са значително по-слабо склеротизирани от стернитите. При някои паразитни ципокрили, като тези от семейство Braconidae, част от тергитите на коремчето са сраснали и образуват т.нар. панцер.
Коремчето притежава и множество различни според вида придатъци. Всички обаче се делят на две групи – придатъци, свързани с размножаването, и такива, които не са свързани с размножаването. Вторите изпълняват осезателна функция или са рудиментирани крайници. Церките при еднодневките например представляват дълги чифтни нишки, които освен осезателна роля помагат на насекомото за относителното намаляване на теглото му при планиране или плавателна функция при ларвите.
Женските полови придатъци се наричат гонапофизи и служат за снасяне на яйцата. Състоят се от три чифта пластинки. При жилещите ципокрили яйцеполагалото е превърнато в жило. Мъжките полови придатъци съставят копулационния орган. Сложно устроен е и често служи за определяне на видовете в таксономията. Разположен е на девети сегмент. Половите придатъци се състоят от две групи придатъци – фалична и перифалична. Перифаличната група представлява видоизменени рудиментирани крайници. Фаличната е представена от връхна част – едеагус и основна – фалобаза. Едеагусът е удължен и склеротизиран и изпълнява ролята на копулационен орган.